# Arleux
Arleux és un municipi francès, situat a la regió dels Alts de França, al departament del Nord. L'any 2006 tenia 2.467 habitants. Limita al nord amb Cantin, al nord-est amb Bugnicourt, al sud-est amb Oisy-le-Verger i Brunémont, al sud amb Palluel, a l'oest amb Hamel i al nord-oest amb Estrées.

## Fills il·lustres
- Constantin Pecqueur (1801-1887), economista i pensador socialista.

## Demografia
| 1962                                       | 1968  | 1975  | 1982  | 1990  | 1999  | 2006  |
| ------------------------------------------ | ----- | ----- | ----- | ----- | ----- | ----- |
| 1.961                                      | 2.214 | 2.225 | 2.605 | 2.656 | 2.567 | 2.452 |
| Des de 1962: població sense dobles comptes |       |       |       |       |       |       |

## Administració
| Període | Identitat       | Partit |
| ------- | --------------- | ------ |
| 1995-   | Patrick Masclet |        |